# Горошек
Горо́шек, или ви́ка (лат. Vicia) — крупный род цветковых растений семейства Бобовые (Fabaceae).
Представители рода распространены в умеренном климате земного шара — Евразия, Северная Африка, Чили.
В природе произрастают в умеренно влажных лесах, поймах рек, на лесных опушках, заливных лугах, в кустарниках, степях. Это говорит о принадлежности растения к экологической группе эутрофы.
Некоторые виды — например, Боб садовый (Vicia faba), — известны как широко распространённые пищевые и кормовые растения, культивируемые по всему свету.

## Ботаническое описание
Многолетние, реже однолетние растения с прямостоячим или, чаще, лазящим стеблем.
Листья с парноперистыми листочками, заканчивающиеся чаще ветвистым, реже неветвистым, усиком, а иногда прямой щетинкой.
Цветки одиночные или по 2—3 в пазухах листьев, почти сидячие или же более многочисленные в кистях на цветоносах. Чашечка с короткой трубкой и зубцами. Флаг с неясно выраженным ноготком; крылья с пластинкой, почти равной ноготку; лодочка тупая, короче флага. Тычинки в числе девяти, спаянные нитями в трубку, косо срезанную на верхушке, десятая свободная.
Бобы на короткой ножке, плоскосжатые, цилиндрические, реже чётковидные, многосемянные, реже двусемянные.

## Значение и применение
Вика даёт хороший корм для скота: если она не полегла и не подопрела на корне перед скашиванием, то охотно поедается всеми домашними животными, особенно рогатым скотом, хорошо влияя на молоко; но подопревшая вика, что нередко случается при посеве её по свежему удобрению, может вызвать у коров выкидыш. На одном зелёном корме вики можно содержать только коров, волов и овец, свиньи же и лошади требуют добавочного корма. Виковое сено вредно для жеребят и кормящих кобыл, а также сосущих телят и ягнят дополугодового возраста, но хорошо поедается остальным скотом. Виковые зёрна, раздробленные или в виде муки, варёные в смеси с отрубями, употребляются для откармливания рогатого скота и овец, хотя вследствие горечи (содержания в их оболочке наркотического вещества) неохотно поедаются животными. Солома вики очень питательна, но труднопереварима и должна скармливаться с большою осторожностью, чтобы не вызвать запора, а мякина, обваренная кипятком, доставляет хороший корм для свиней. Также используется в качестве сидерата.
С внецветковых нектарников горошка посевного (Vicia sativa) пчёлы в июне собирают совершенно прозрачный нектар. С цветков горошка мохнатого (Vicia villosa), имеющих длинные венчики, пчёлы берут нектар с затруднением и лишь в особо благоприятных условиях.
| |  |  |  |
| Слева направо: Листья (Vicia americana). Цветки (Горошек лесной). Боб (Горошек мохнатый). Семена (Боб садовый). |  |  |  |

## Классификация

### Таксономия
Vicia L., 1753, Sp. Pl.: 734
Род Горошек относится к подсемейству Мотыльковые (Papilionoideae) семейства Бобовые (Fabaceae) порядка Бобовоцветные (Fabales). Таксономическая схема в соответствии с Системой APG IV по состоянию на декабрь 2023 года:
|  |                                      |  |                                   |                                   |                   |  | ещё 3 семейства | ещё 3 семейства   |                          |  |                                                             |  | еще 523 рода | еще 523 рода |  |
|  |                                      |  |                                   |                                   |                   |  | ещё 3 семейства | ещё 3 семейства   |                          |  |                                                             |  | еще 523 рода | еще 523 рода |  |
|  |                                      |  |                                   | порядок Бобовоцветные             |                   |  |                 |                   | подсемейство Мотыльковые |  |                                                             |  |              |              |  |
|  |                                      |  |                                   | порядок Бобовоцветные             |                   |  |                 |                   | подсемейство Мотыльковые |  | 297 подтвержденных видов и 52 вида, ожидающих подтверждения |  |              |              |  |
|  | отдел Цветковые, или Покрытосеменные |  |                                   |                                   | семейство Бобовые |  |                 |                   | род Горошек              |  |                                                             |  |              |              |  |
|  | отдел Цветковые, или Покрытосеменные |  |                                   |                                   |                   |  |                 |                   |                          |  |                                                             |  |              |              |  |
|  |                                      |  | ещё 63 порядка цветковых растений | ещё 63 порядка цветковых растений |                   |  |                 | еще 5 подсемейств | еще 5 подсемейств        |  |                                                             |  |              |              |  |
|  |                                      |  |                                   | ещё 63 порядка цветковых растений |                   |  |                 |                   | еще 5 подсемейств        |  |                                                             |  |              |              |  |

### Виды
Некоторые из них:
- Vicia abbreviata Fisch. ex Spreng. — Горошек укороченный
- Vicia alpestris Steven — Горошек горный
- Vicia amoena Fisch. — Горошек приятный
- Vicia amurensis Oett. — Горошек амурский
- Vicia balansae Boiss. — Горошек Баланзы
- Vicia biennis L. — Горошек двулетний
- Vicia bithynica (L.) L. — Горошек вифинский
- Vicia cassubica L. — Горошек кашубский
- Vicia ciliatula Lipsky — Горошек реснитчатый
- Vicia costata Ledeb. — Горошек ребристый
- Vicia cracca L. — Горошек мышиный
- Vicia crocea (Desf.) B.Fedtsch. — Горошек оранжевый
- Vicia dennesiana H.C.Watson
- Vicia dumetorum L. — Горошек зарослевый
- Vicia ervilia (L.) Willd. — Горошек чёткообразный
- Vicia faba L. — Боб садовый
- Vicia grandiflora Scop. — Горошек крупноцветковый
- Vicia hirsuta (L.) Gray — Горошек волосистый
- Vicia hybrida L. — Горошек помесный
- Vicia hyrcanica Fisch. & C.A.Mey. — Горошек гирканский
- Vicia incisa M.Bieb. — Горошек надрезный
- Vicia japonica A.Gray — Горошек японский
- Vicia kokanica Regel & Schmalh. — Горошек кокандский
- Vicia lathyroides L. — Горошек чиновидный
- Vicia lilacina Ledeb. — Горошек лиловатый
- Vicia lutea L. — Горошек жёлтый
- Vicia megalotropis Ledeb. — Горошек крупнолодочковый
- Vicia michauxii Spreng. — Горошек Мишо
- Vicia multicaulis Ledeb. — Горошек многостебельный
- Vicia narbonensis L. — Горошек нарбонский
- Vicia pannonica Crantz — Горошек паннонский
- Vicia paucijuga (Trautv.) B.Fedtsch. — Горошек малопарный
- Vicia peregrina L. — Горошек иноземный
- Vicia pisiformis L. — Горошек гороховидный
- Vicia pseudo-orobus Fisch. & C.A.Mey. — Горошек лжесочевниковый
- Vicia pubescens (DC.) Link — Горошек пушистый
- Vicia ramuliflora (Maxim.) Ohwi — Горошек разветвлённый
- Vicia sativa L. typus[1] — Горошек посевной, или Вика посевная
- Vicia semiglabra Rupr. ex Boiss. — Горошек полуголый
- Vicia sepium L. — Горошек заборный
- Vicia serratifolia Jacq. — Горошек зубчатолистный
- Vicia sylvatica L. — Горошек лесной
- Vicia tenuifolia Roth — Горошек тонколистный
- Vicia tetrasperma (L.) Schreb. — Горошек четырёхсемянный
- Vicia unijuga A.Braun — Горошек однопарный
- Vicia venosa (Willd. ex Link) Maxim. — Горошек жилковый
- Vicia villosa Roth — Горошек мохнатый

### Синонимы
- Abacosa Alef.
- Anatropostylia (Plitmann) Kupicha
- Arachus Medik.
- Atossa Alef.
- Bona Medik.
- Coppoleria Tod.
- Cracca Medik.
- Cujunia Alef.
- Endiusa Alef.
- Ervilia Link
- Ervum Tourn. ex L.
- Faba Mill.
- Hypechusa Alef.
- Lens Mill.
- Lentilla W.Wight
- Orobella C.Presl
- Parallosa Alef.
- Rhynchium Dulac
- Sellunia Alef.
- Swantia Alef.
- Tuamina Alef.
- Vicilla Schur
- Vicioides Moench

## В астрономии
В честь горошка (вики) назван астероид (1097) Виция, открытый в 1928 году немецким астрономом Карлом Райнмутом в Гейдельбергской обсерватории.